# Ferrissia fragilis
Ferrissia fragilis е вид коремоного от семейство Planorbidae.

## Разпространение
Видът е разпространен в Канада (Албърта, Британска Колумбия, Квебек, Онтарио и Саскачеван) и САЩ (Айдахо, Айова, Алабама, Аризона, Арканзас, Вашингтон, Вирджиния, Западна Вирджиния, Илинойс, Индиана, Калифорния, Кентъки, Колорадо, Кънектикът, Луизиана, Масачузетс, Мейн, Мисисипи, Мисури, Монтана, Небраска, Невада, Ню Йорк, Ню Мексико, Оклахома, Орегон, Охайо, Пенсилвания, Тексас, Тенеси, Уайоминг, Уисконсин, Южна Дакота и Южна Каролина). Внесен е в Беларус, Великобритания, Германия, Ирландия, Италия, Нидерландия, Полша, Словакия, Украйна (Крим), Франция, Чехия, Швейцария и Швеция.